# Aghbal (Maroc)
 (novembre 2018).
Si vous disposez d'ouvrages ou d'articles de référence ou si vous connaissez des sites web de qualité traitant du thème abordé ici, merci de compléter l'article en donnant les références utiles à sa vérifiabilité et en les liant à la section « Notes et références ».
Aghbal ou Ighbalen (en arabe marocain : اغبال, en berbère : ⴰⵖⴱⴰⵍ) est une commune rurale du nord-est du Maroc située entre Ahfir et Berkane, faisant partie de la province de Berkane, dans la région de l'Oriental (Région de Oujda). Aghbal fait partie de la région des Yat Khaled, de la région des Yat Iznassen (Rif oriental).
Aghbal signifie la source en tamazight

 
Sa rivière, Oued Aghbal, rejoint l'Oued Kiss, qui rejoint la Mer Méditerranée (Saïdia).
L'Oued Kiss est parallèle à la frontière maroco-algérienne, fermée depuis 1994.
|                              | Mer Méditerranée (Maroc) Saïdia Lamriss |               |
| Berkane Ain Reggada Fezouane | Ahfir                                   | Zidoure Ahfir |
|                              | Ain-Sfa                                 |               |